# 中期国債ファンド
中期国債ファンド（ちゅうきこくさいファンド）とは、中期（1年超5年以下）日本国債を中心に運用する、安全性が高いとされる短期運用向けの追加型公社債投資信託の一種である。略称は中国ファンド（ちゅうこくファンド）。1980年～2016年に販売されていた。

## 概要
1980年1月4日に発売されたが、これは新井将敬の尽力によるところが大きい。従来は発売が認められていなかったが、規制緩和により証券会社にも念願の貯蓄商品が誕生することとなった。これを受けて1980年代からは山一證券をはじめ各社が、それまで証券会社に馴染みの薄かった一般客への浸透を図るため、盛んにテレビCMへ出稿した。
公社債投信であるため株式は絶対に組み入れず、残存期間5年以内の中期国債を主に買い付け、1か月複利で運用している。購入者（ここでは「預託者」と呼ばれる）の短期解約や大量解約に備え、割合は少ないが、格付け会社・機関による格付け評価が比較的高い一般企業や、電力会社・ガス会社などのインフラ系企業の短期社債、コマーシャルペーパーも一部に組み入れて弾力的に運用している。
債券で運用しているため、一般の銀行の定期預金の金利より高い。かつては預金金利と連動していた。
1000 - 10000円程度の小額でも買い付けが可能で、ほとんどの商品は購入最低金額を1円としている。株式とは異なり、買い付け時の手数料が不要で信託期間は自由であることから手軽さで人気が高い。30日未満の早期解約の場合、信託財産留保額を差し引かれる。1か月以上経過すれば解約しても手数料は不要である。
利回りは運用会社により異なる。ローリスク・ローリターンの金融商品であるが、小さいながらリスクも伴うため、当初は証券会社でしか扱えず、銀行や生命保険会社などでは販売が認められなかった。その後は規制緩和により証券会社以外に、投資信託を取り扱う銀行や信用金庫などでも販売されている。投資信託であるため、取扱窓口（会社）により運用会社が異なる。
2001年3月末までは「予定分配率」といって、ある程度どれくらいの配当を出すかの「予想」を出しておき、それに応じて含み益を溜め込んで分配していくことが可能であったが、同年4月からMMFと同様に、直前1週間の「実績分配率」を掲示し、実績に応じて分配金を支払う方式に変更された。これに伴いMMFと商品上の格差を見出す事が難しくなったほか、運用上の制約もMMFより多いため、MMFに統合して中期国債ファンドを廃止する運用会社が増えた。そのため取り扱う運用会社はわずかとなっている。
2016年以降、日本銀行がマイナス金利政策を始めたこともあり、日本で取り扱う運用会社はなくなった。

## 元本割れのリスク
リスクはあると言われながらも長らく元本割れしたことがなく非常に安全性が高いとされていたが、2001年11月22日に三洋投信委託が運用する中期国債ファンドが初めて元本割れを起こした。
損害保険会社の大成火災海上保険は、アメリカの再保険ブローカーと再保険契約を締結していたが、アメリカ同時多発テロ事件により多額の再保険金の負担が発生して債務不履行に陥り破綻、2001年11月22日午前に会社更生法を申請した。この大成火災のコマーシャル・ペーパーを三洋投信がファンドに組み込んでいたため、そのうち約50億円が回収不能となったことが原因である。
それまで単価は1口=1.00円程度だったが0.98円程度まで下落して元本割れが発生し、三洋投信の中期国債ファンドを販売する証券会社と保有する個人投資家を中心に大混乱に陥った。
通常の中期国債ファンドは中期国債を投資先として運用しており、マイナス金利にならない限りは元本割れは考えられず、販売窓口である証券会社も投資家も事実上の元本保証と捉えていた。
三洋投信のファンドは、三洋証券が破綻した際に大量解約が発生し、その時の保有有価証券の多額の売却益と解約に伴う信託財産留保額が積み上がり、元本割れ直前で年率2%以上の高い運用利回りを誇っていた。取り扱い証券会社がごく一部に限られていたことから、他社が運用する中期国債ファンドを解約して、三洋投信の中期国債ファンドを取り扱う証券会社で購入し直した者もみられた。

三洋投信委託は元は三洋証券系列の投資信託運用会社だったが、クレアモントキャピタルホールディングが買収したため生き残った。2003年1月1日からプラザアセットマネジメントに社名変更した。
公社債投信は元本割れを起こせばその時点から新規で買い付けできない規約により、直後に解約した投資家は、元本割れしたままで解約せざるを得ない状況となった。最終的にファンドを精算した際、それまでの大量解約と大成火災CPへの投資金の一部が回収できたことにより、逆に剰余金が発生し、運用終了まで保有した人には元本以上の返戻金が発生した。
MMFも、マイカル・エンロンの社債を組み入れていた三洋投信および同業他社の複数のファンドが、両社の破綻により2001年11月までに元本割れが発生した。そのうちの三洋投信は、2000年8月29日に初のMMF元本割れを引き起こしていた。

## 雑記
「中国（ちゅうこく）ファンド」は日本の中期国債で運用する「中期国債ファンド」の略称であるが、1989年の天安門事件発生に際し、中国関連商品と錯誤して不安から解約する者もみられた。昨今の中華人民共和国の急速な経済成長と国際社会における台頭に伴い、中国企業や中国政府系の投資ファンドを「中国（ちゅうごく）ファンド」と呼ぶ用例もみられ、日本国内のマスメディアなどは中国企業や政府系の投資ファンドを「中国系ファンド」とも称する。中国の株式などを運用対象とする日本の投資信託商品は「中国株式ファンド」「チャイナ・ファンド」などの名称を用いる。